# Dabulamanzia
Dabulamanzia is een geslacht van haften (Ephemeroptera) uit de familie Baetidae.

## Soorten
Het geslacht Dabulamanzia omvat de volgende soorten:
- Dabulamanzia babaora
- Dabulamanzia concolorata
- Dabulamanzia fica
- Dabulamanzia gigantea
- Dabulamanzia gladius
- Dabulamanzia helenae
- Dabulamanzia improvida
- Dabulamanzia indusii
- Dabulamanzia media
- Dabulamanzia tarsale